# Newington (Oxfordshire)
Newington is een civil parish in het bestuurlijke gebied South Oxfordshire, in het Engelse graafschap Oxfordshire met 102 inwoners.